# Bokermannohyla gouveai
Bokermannohyla gouveai är en groddjursart som först beskrevs av Peixoto och Cruz 1992.  Bokermannohyla gouveai ingår i släktet Bokermannohyla och familjen lövgrodor. IUCN kategoriserar arten globalt som otillräckligt studerad. Inga underarter finns listade.